# 2024年—2025年塞爾維亞反腐敗示威
2024年11月，塞爾維亞城市諾維薩德爆發大規模抗議，起因是當地火車站的站台簷篷倒塌，造成15人死亡、2人重傷。
抗議行動最早於11月22日由戲劇藝術學院的學生發起，當時他們在為11月1日事故的罹難者默哀時遭到襲擊，隨後其他大學和高中也相繼響應。除了各類示威活動外，抗議者還發起每週一次的「塞爾維亞停下來」交通封鎖，從11點52分（即火車站簷篷倒塌的時間）持續至12點07分，以象徵這場災難中喪生的15人。

## 背景
2024年11月1日，諾維薩德車站的簷篷突然倒塌，導致15人死亡，另有2人受傷但無生命危險。這場災難引發全國對公共基礎設施安全性的廣泛關切，許多人質疑政府在建設與維護方面的監督機制是否到位。當局隨後啟動調查，但由於缺乏明確的問責機制，社會不滿情緒持續升高。

## 抗議

### 2024年11月
最初的抗議行動以靜默守夜的方式悼念罹難者，但隨著時間推移，示威規模不斷擴大，群眾情緒也愈發激烈。示威者指控警方與地方政府玩忽職守、貪污腐敗，並要求對倒塌事件進行透明調查，公開相關文件。《美聯社》報導指出，這宗事故已成為塞爾維亞民眾對政府長期不滿的導火線。
部分示威演變為暴力行動，其中諾維薩德市政廳成為主要攻擊目標。示威者向市政廳入口潑灑紅色油漆，並試圖闖入建築物內。警方則動用催淚瓦斯驅散人群並進行逮捕，導致局勢進一步升級。部分抗議者指控政府派遣臥底挑起暴力衝突，以轉移社會焦點、破壞運動的正當性。
11月22日，戲劇藝術學院的師生在校園周邊舉行悼念活動，向事故罹難者致哀。這場集會事先已依法向當局通報。然而，與會學生與教授卻遭到一個有組織的團體襲擊，據稱其中部分成員為執政黨塞爾維亞進步黨的高層官員。11月25日，學生發起校園佔領抗議，隨後，諾維薩德大學哲學學院以及貝爾格萊德大學哲學學院、語文學院、自然科學與數學學院、政治科學學院等多所學院也相繼加入。
11月間，諾維薩德舉行的一場示威活動吸引20000名抗議者，成為該市數十年來規模最大的抗議行動。示威者每週五上午11點52分（即火車站簷篷倒塌的時間）發起15分鐘的交通封鎖。然而，抗議期間發生多宗衝撞事件，部分駕駛人員（據稱與塞爾維亞進步黨有關）蓄意駕車撞向示威者。
同樣在11月22日，南部城市萊斯科瓦茨的學生與市民發起抗議，集會以15分鐘默哀悼念罹難者為開端，亦為塞爾維亞進步黨黨員萊斯科瓦茨市長戈蘭·茨維塔諾維奇曾參與。然而，他隨後撤回對抗議的支持，並公開批評示威者為「成績不佳的學生」，甚至違反塞爾維亞數據保護法，洩露部分學生的學業成績，引發強烈譴責。
11月下旬，一段疑似執政黨高層官員達米爾·佐貝尼察的音訊遭媒體曝光，錄音中他指示黨內成員辱罵並攻擊封鎖道路的示威者。錄音公開後，佐貝尼察迅速請辭。

### 2024年12月
12月1日，諾維薩德舉行靜默遊行，悼念火車站簷篷倒塌事故滿一個月的15名罹難者。同日，塞爾維亞總統亞歷山大·武契奇公開發言，譏諷示威者要求逮捕衝撞人群的駕駛是「瘋了」，並表示「那名駕駛只是正常行駛」。此言論進一步激化民眾怒火。

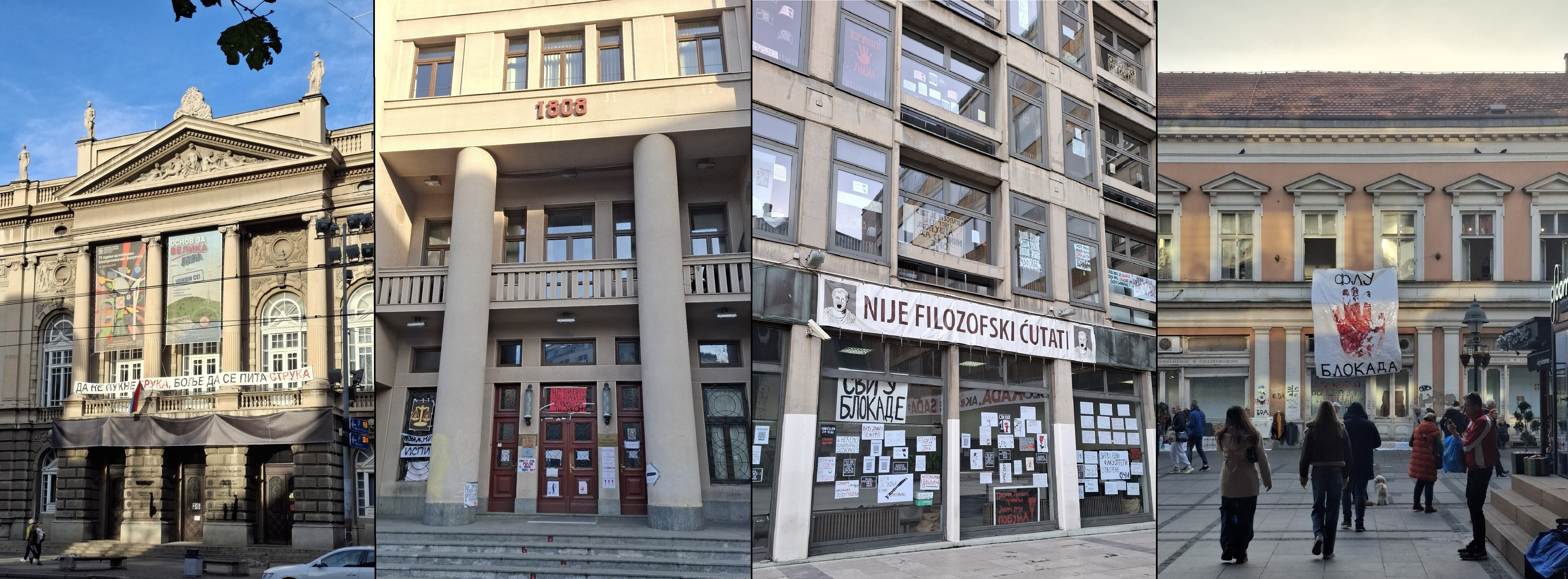
貝爾格萊德部分被學生封鎖的校園，從左到右依次為：電機工程學院、法學院、哲學學院、美術學院。

到了12月初，塞爾維亞學生開始在部分校園發起24小時封鎖行動。至12月中旬，隨著學生抗議遍地開花，包括貝爾格萊德大學、諾維薩德大學、尼什大學三所全國最大的大學在內的50多所大學，以及多所中學因學生抗議而暫停授課。
12月5日，塞爾維亞律師公會宣佈將於12月11日發起一天罷工，理由是「行政部門長期且系統性地干涉司法機關運作，違反民主社會中權力分立的原則」。
12月11日，學生湧入國營電視台RTS總部抗議，批評該台配合政府宣傳，指控示威活動受西方國家資助，意圖顛覆塞爾維亞政局。當晚，武契奇做出有限讓步，承諾公開與事故相關的檢察文件、釋放所有被捕示威者，並保證即使抗議者最終被判刑，他也會特赦他們。這是武契奇自2012年掌權以來，首次對抗議者讓步。然而，這些讓步未回應示威者最核心的訴求——他的辭職。
12月中旬，抗議持續擴大。12日，查查克的技術科學學院和農業學院學生發起靜默抗議；13日，農民駕駛拖拉機封鎖伊巴爾公路。同日，諾維薩德發生暴力衝突，一輛保時捷卡宴試圖衝撞示威者，車上4名男子下車襲擊抗議者。事後警方逮捕4人，其中一人竟是現役警察。
12月15日，塞爾維亞總理米洛什·武切維奇在電視專訪中表示：「你不能因為15個人死了就讓國家崩潰，15人不行，155人也不行，1555人也不行。」這番言論引發輿論強烈反彈，他隨後被迫道歉。
12月20日，靜默抗議時間延長1分鐘，以悼念克羅地亞薩格勒布學校持刀襲擊事件的罹難者。
12月22日，由於政府動用警方與暴徒鎮壓示威，反對派領袖、學生與農民攜手發起大規模抗議。貝爾格萊德斯拉維亞廣場湧入10萬人，創下塞爾維亞史上最大規模示威。
12月24日，武契奇再度放話：「如果我願意，我可以派眼鏡蛇特種部隊在6到7秒內把這些學生『甩飛』（razbacati）。」此言論成為學生迷因素材，網路上充斥戲謔他的「甩飛論」，而事實上，眼鏡蛇並不負責鎮壓示威。
12月25日，群眾向檢察官扎戈爾卡·多洛瓦茨遞交1000份信函，要求她「履行職責」。同日，安全情報局非正式約談一名示威學生的母親，並在她的工作場所與其會面。她認為此舉是「威脅與施壓」。並有學生組織者接到「友好會談」的邀請，但未收到正式傳喚。當晚，烏日策2000人上街抗議，當地政府切斷市政廳前的街燈，示威者則自備發電機，堅持抗議。
12月27日，伊萬尼察的抗議者封鎖道路，一輛汽車高速衝撞人群後，司機遭憤怒的示威者圍毆。然而，現場便衣警察立即將他護送離開，未對其採取任何法律行動。同日，RTS 200名員工聯署聲援抗議活動。
12月29日，武契奇公開指控8名來自克羅地亞薩格勒布大學電機工程與計算學院的學生參與示威，並稱他們受克羅地亞情報局指使。親政府媒體在未經當事人同意的情況下公開這些學生之姓名，而當他們離開塞爾維亞時，邊境警察還送給他們酒類飲品，附上紙條寫道：「請代我們向克羅地亞情報局問候。」克羅地亞總理安德烈·普連科維奇回應此事「荒謬至極」。
12月31日，武契奇宣稱成立一個「忠誠派系」，由17000名黨員秘密宣誓效忠，且「極端親俄」。他還透露自己的弟弟也是成員之一。分析認為，這番言論可能是向黨內異議者施壓，也意見質疑他是否真能動員17000名忠誠黨員。部分民眾則發起請願，要求警方調查「忠誠派系」是否真實存在。
與1996年—1997年塞爾維亞抗議類似，示威者選擇在跨年夜繼續靜默抗議，時間從下午11時52分延長至凌晨0時07分。據估計，貝爾格萊德有17000至18000人參與，諾維薩德則有4600至6000人。即便進入新的一年，示威浪潮仍未平息。

### 2025年1月
1月2日，靜默抗議時間從15分鐘延長至29分鐘，以悼念2025年1月1日黑山采蒂涅槍擊案的12名罹難者，以及同日塞爾維亞阿里列槍擊案的2名死者。次日，這項行動在諾維薩德的瓦拉丁橋封鎖現場及其他城市再次舉行。
1月3日，亞歷山德羅瓦茨舉行該市歷來最大規模的學生示威，教授與市民也參與聲援。同日，總理武切維奇在與教育工會談判後警告，凡參與罷工的教育工作者將被解僱並替換，此番言論引發強烈反彈，被批評「傲慢無禮」。
與政府關係密切的小報《Večernje Novosti》公開兩名學生抗議者的克羅地亞護照照片，聲稱他們是「克羅地亞間諜」，企圖「顛覆塞爾維亞」。但事實上，這兩名學生來自克羅地亞塞族難民家庭，持有塞爾維亞與克羅地亞雙重國籍。兩人隨後宣布將起訴該報，社會輿論普遍譴責這種侵犯個人資料的行為。
1月6日，波扎雷瓦茨的高中生舉行抗議活動，以15分鐘的默哀開場。
1月10日，貝爾格萊德抗議者聚集在司法宮前，隨後封鎖市中心環路，諾維薩德、尼什、茲雷尼亞寧及基金達等地也爆發示威行動。
1月11日，諾維薩德的示威者前往安全情報局總部，反諷地邀請官員「來場友善對話」，現場則有大批警力戒備。克拉古耶瓦茨的高中生與醫護人員則舉辦大規模抗議。同晚，貝爾格勒技術學院學生通報，有不明人士闖入封鎖校園，並對示威者發出威脅。
1月12日，約2萬名學生與市民聚集在貝爾格萊德憲法法院前，要求政府追究簷篷倒塌事件的責任，並支持教育工會可能發起的大罷工。抗議以15分鐘默哀開場。與此同時，尼什的學生在大學校長辦公樓前示威，並掛上「因抗議停工」的標語。
1月13日深夜，貝爾格萊德法學院的學生封鎖現場遭到不明人士襲擊，包括一名女性學生在內的6人受傷，警方介入並逮捕一名襲擊者。
1月14日，塞爾維亞最大教育工會NSPRS宣佈發起一天罷工，以抗議政府對待教師與教授的態度，並正式聲援學生運動。同日，國營電力公司塞爾維亞電力公司員工工會也宣佈加入罷工。當天下午，數千名學生在貝爾格萊德遊行，聲援遭襲的法學院學生及參與罷工的教師。
1月16日，貝爾格萊德市中心發生震驚全國的暴力事件。一輛深藍色福特福克斯轎車衝撞正在封鎖道路的學生，甚至將一名女學生頂在車頂行駛數公尺才停下。該名女學生送醫，肇事司機則被以謀殺未遂罪名逮捕。此事件引發全國憤怒，當天貝爾格萊德、諾威薩德、茲雷尼亞寧、克拉古耶瓦茨及克拉列沃等地皆爆發示威，而在尼什，部分教授也加入學生行列。克拉列沃市長、執政黨塞爾維亞前進黨成員佩德拉格·泰爾齊奇更將示威者比作二戰時期的烏斯塔沙，並在未經同意的情況下公開示威者姓名，引發更大爭議。
同日，查查克發生恐嚇事件。不明暴徒闖入一名宗教教師的家中，試圖逼迫他投票反對大罷工。而就在數小時前，該教師才剛與市長米盧恩·托多羅維奇會面，被要求反對罷工。此事引發當地公憤，翌日，數千人集結聲援該教師。
1月17日，諾威薩德市議會的反對黨成員短暫佔領市政廳，但隨即遭全副武裝的鎮暴警察驅離。同日，諾威薩德醫學院抗議現場，一名持折疊刀的男子試圖襲擊學生，但被示威者制伏。此外，弗拉涅的示威者則在集會上朗讀15名簷篷倒塌罹難者的姓名，以示悼念。

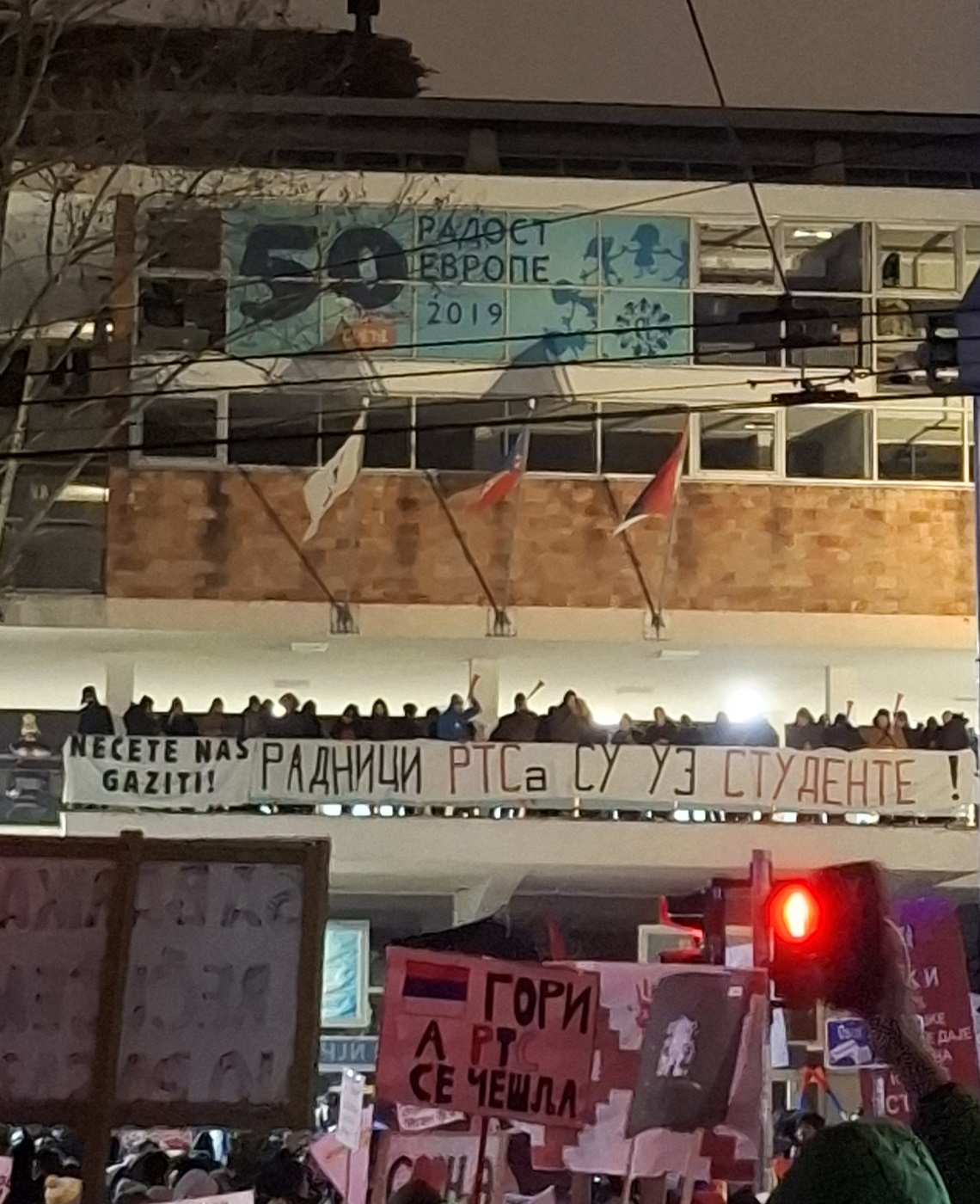
1月17日的抗議活動中，RTS員工公開表達對學生的支持。

1月17日晚間，大批學生與市民在貝爾格萊德RTS電視台大樓前舉行大規模抗議，表達對該台報導方式的不滿，特別是RTS曾將示威者的象徵符號與哈馬斯相提並論。數萬人聚集現場，抗議以15分鐘默哀開場。其後，學生遊行並抬出一個巨型「眼鏡蛇」玩偶，嘲諷武契奇此前提及眼鏡蛇特種部隊的言論；另有示威者抬著一個巨型三明治，諷刺執政黨塞爾維亞動員支持者參加活動時發放三明治的傳聞。示威者播放錄音重申訴求，包括公開鐵路車站翻修案所有文件、撤銷對先前因抗議諾維薩德悲劇而被捕學生與公民的指控、起訴襲擊學生與教授的施暴者，以及將大學預算提高20%。RTS員工則在陽台展示標語：「RTS員工支持學生」與「你們不能輾壓我們」，呼應日前汽車衝撞示威者的事件。
1月18日，塞爾維亞律師公會宣佈將於1月20日起發動為期7天的大罷工，期間不出席任何庭審。對此，武契奇在電視訪談中將律師比作「暴徒」，引發律師界強烈不滿，公會隨即宣佈將舉行抗議。同日，教師與教授在諾維薩德抗議，要求大學校長辭職，指責他支持對學生的攻擊；皮羅特與克拉古耶瓦茨也舉行教育工作者與學生示威。學生宣告2月1日將封鎖諾維薩德三座主要橋樑，包括自由橋、瓦拉丁橋和澤澤利橋，以紀念簷篷倒塌三個月並呼應該市建城紀念日。
1月19日，查查克約1萬名教師、教授、學生與市民集會，聲援遭襲的宗教教師。學生抬著紙板製成的推土機，象徵2000年推翻塞爾維亞總統斯洛博丹·米洛舍維奇政權的「推土機革命」。在塞爾維亞前進黨總部前，抗議者高呼「法西斯！」、「下台！」，並向建築丟擲雞蛋。同日，克拉列沃市長佩德拉格·泰爾齊奇因之前對學生抗議的言論，在公開場合遭群眾噓聲圍攻。貝爾格萊德則有2萬名教育工作者上街示威，抗議持續45分鐘，以象徵教育界的訴求。由於教育工會意見分歧，最終是否罷工交由各校自行決定，結果約35%的塞爾維亞中小學宣佈自1月20日起罷課。在蘇博蒂察，學生和市民在市中心舉行抗議，表達對律師和教育工作者的支持。這次抗議活動也是以15分鐘的默哀開始。
1月20日，家長們在諾維薩德數所小學門前聚集，聲援罷工教師。在貝爾格萊德蘇爾欽區，數十名據稱與塞爾維亞前進黨有關的蒙面人試圖闖入一所參與罷課的小學，並恐嚇校長與教師，但家長們到場支援並錄影，導致襲擊者最終撤離。茲雷尼亞寧的教育部官員受命進入罷課學校，然而部分督察拒絕執行命令，而在貝爾格萊德與諾維薩德，部分家長則直接將督察驅離。學生們在新帕扎爾舉行抗議。默哀時間延長至16分鐘，以抗議學生埃爾納德·巴坎交通事故死亡的輕判。塞爾維亞電力公司的員工也宣佈罷工，並稱他們將加入抗議活動。
1月21日，蒙面人在貝爾格勒高速公路天橋上懸掛橫幅，展示豎中指的圖案，並附上標語：「這是塞爾維亞人民對你們顏色革命的回應」。執政黨塞爾維亞前進黨許多高層，包括克拉列沃市長泰爾齊奇，也在社群媒體上轉發這張圖片。夜間，貝爾格萊德多所學校的操場被塗鴉豎中指圖案，但學生們隔天用花朵圖案覆蓋塗鴉。值得注意的是，「顏色革命」一詞在前蘇聯國家較為常見，但在塞爾維亞並未被廣泛使用。示威者移除這些橫幅，但在其中一宗事件中，懸掛橫幅的蒙面人襲擊示威者，其襲擊過程被拍下並遭起底。當天，奧布雷諾瓦茨的高中生與市民也舉行抗議。
1月21日晚間，便衣警察突襲貝爾格萊德一間旅館，該處正舉辦由第一基石主辦的國際會議，來自國外的學生參與其中。警方針對5名克羅地亞籍女學生，將她們帶往警局並指控她們「協助抗議」，隨後將她們驅逐出境。此舉遭克羅地亞政府譴責，塞爾維亞國內反政府抗議者亦表達憤怒。
1月22日，塞爾維亞數十家中小企業宣佈將於1月24日參與大罷工，部分線上零售網站也將在當日11時52分至12時07分暫時關閉。新貝爾格萊德的科技公司員工則計劃與學生一同發起15分鐘道路封鎖。查查克的醫護人員亦加入抗議。同日，未具名兩名塞爾維亞前進黨國會議員辭職，未提供任何理由。
1月23日，克拉列沃的示威者向塞爾維亞前進黨總部與市長泰爾齊奇丟擲雞蛋，高呼「殺人犯！殺人犯！」。同日，17名法官聯名發表公開信，聲援學生訴求。塞爾維亞全國超過百家企業宣布支持1月24日的大罷工，當日將停業以示抗議。

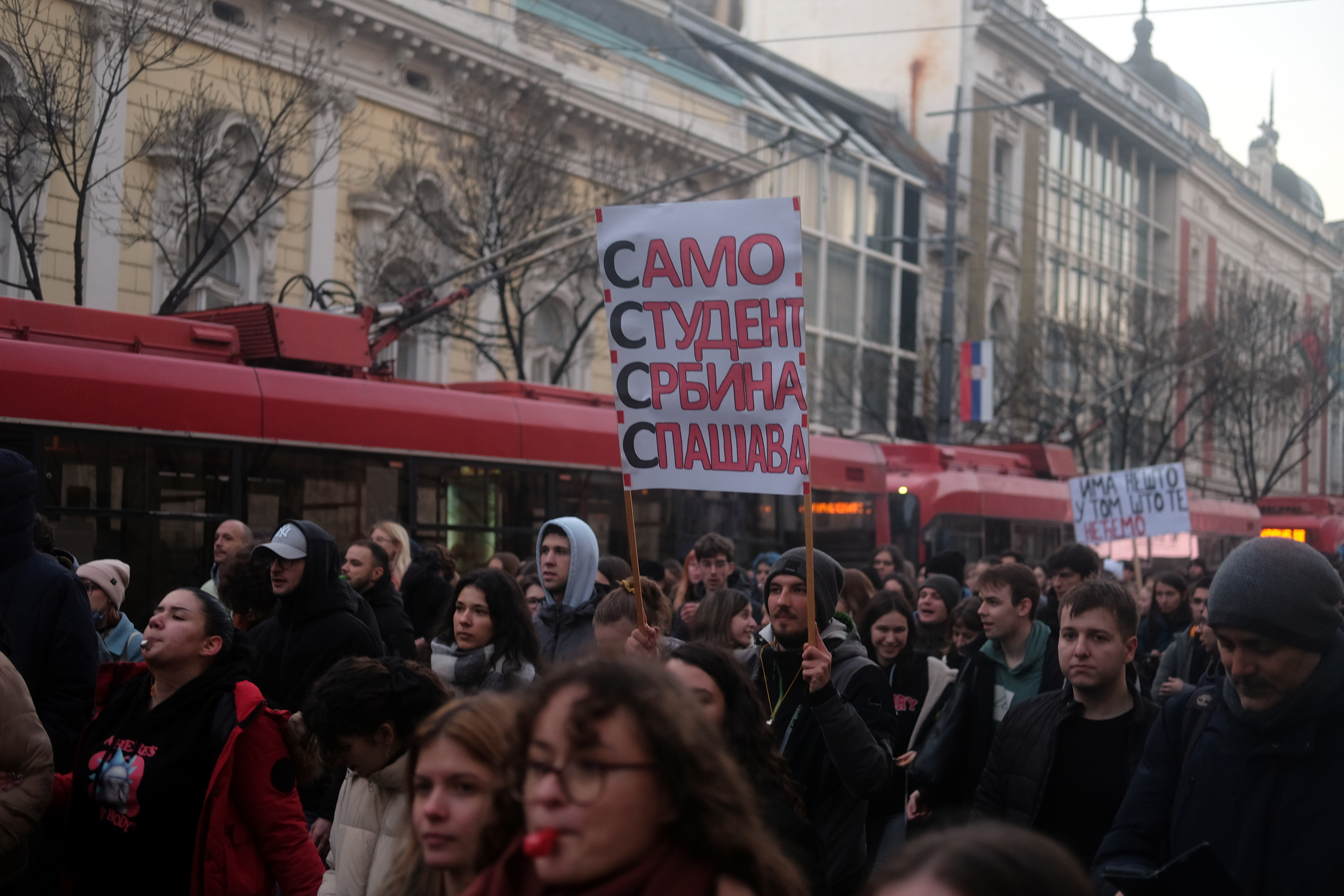
2025年1月24日，塞爾維亞總罷工的參與者在貝爾格萊德市中心。他們正以有組織的集體形式沿著特雷茲吉廣場附近道路行走。交通停止。其中一名參與者舉著一條橫幅，上面寫著「只有團結能拯救塞爾維亞人」（Само слога Србина спасава）的口號，並將其改為「只有學生能拯救塞爾維亞人」（Само студент Србина спашава。）

1月24日，塞爾維亞多座城市爆發大規模抗議，包括阿帕廷、貝爾格萊德、上米拉諾瓦茨、亞戈迪納、拉扎雷瓦茨、諾維薩德、尼什、克拉古耶瓦茨、新帕扎爾、彼得羅瓦茨、舊帕佐瓦和弗拉索廷采等地。在拉扎雷瓦茨，來自RB Kolubara礦場的礦工也加入了學生的行列。學生、高中生、律師與科技企業員工在貝爾格萊德組成聯合示威隊伍，並在布蘭科橋兩側匯合，以象徵團結。部分醫護與社會福利機構員工則以離崗或公開聲援的方式表達支持。在諾維薩德，反對黨曾短暫以車輛封鎖高速公路。
而在亞戈迪納，當地示威與塞爾維亞進步黨的大型集會在同一天舉行，但兩者時間錯開，並未發生衝突。然而，在貝爾格萊德的沃日多瓦茨，居民試圖阻止載送塞爾維亞進步黨支持者前往集會的巴士。當天下午，塞爾維亞進步黨支持者搭乘組織巴士抵達，總統武契奇在集會上強調維護穩定，並稱「孩子應該回學校」，重申不會制裁俄羅斯或其他「友好國家」，並宣佈將組建新的政治運動。
當晚，在新貝爾格萊德，一輛黑色雪鐵龍撞倒兩名學生並造成重傷，事後抗議者包圍並砸毀車輛，肇事駕駛一名年輕女性，她其後被便衣警察逮捕。作為回應，學生宣佈1月27日封鎖貝爾格萊德奧托科曼達交叉口，封鎖將持續一天。塞爾維亞教育部則要求學校削減參與罷工教師的1月薪資。
1月25日上午，超過650名來自不同機車俱樂部的騎手在貝爾格萊德集結，向封鎖戲劇藝術學院的學生捐贈食物，並前往市中心聲援遭撞傷學生。他們以15分鐘默哀開始，以悼念簷篷倒塌的受害者。同日，來自諾維薩德周邊農村的農民駕駛拖拉機前往該市，聲稱要停放於抗議學生前，以防他們遭受攻擊。然而，在魯門卡附近，他們被配備防暴裝備的憲兵隊攔截，最終學生與農民共同施壓，迫使部隊撤退，約30輛拖拉機成功抵達諾維薩德大學校園。當日，姆拉代諾瓦茨、皮羅特、普里耶波列、斯梅代雷沃、斯夫爾利格、弗爾沙茨與茲雷尼亞寧亦有市民舉行抗議。
1月26日清晨，來自巴納茨科新村的農民駕駛拖拉機前往貝爾格萊德，目的是為封鎖貝爾格萊德大學農業學院的學生提供食物，並留下至少10輛拖拉機作為防護。同日，機車騎手在克拉古耶瓦茨舉行抗議，並以15分鐘默哀紀念罹難者，市民則在尼什、蘇博蒂察、瓦爾瓦林與扎耶查爾發起示威。
1月27日，學生、機車騎手與農民封鎖貝爾格萊德奧托科曼達交叉口，活動以15分鐘默哀開始，預計持續24小時。數萬人參與，學生們在現場打排球、玩桌遊並烤肉，次日凌晨他們清理了交叉口。當日，市民在普羅庫普列與庫爾舒姆利亞抗議。土木工程師們宣佈將於1月29日發起抗議，支持學生並要求建設部修訂規劃與建設法，並由專家擔任關鍵職位。
1月28日凌晨3點左右，數名學生在諾維薩德塞爾維亞前進黨辦公室前張貼海報時，遭到一群持棒球棒的蒙面人襲擊。儘管多次撥打緊急電話並等待長達30分鐘，救護車遲遲未到
，最終學生們自行前往醫院，其中一名女性學生傷勢嚴重，下顎脫臼。此事在社群媒體上引發公憤，學生隨即宣佈發起新一輪抗議。上午10點，學生聚集並在塞爾維亞前進黨辦公室的窗戶上噴上「殺人犯」的塗鴉。至上午11點，均屬塞爾維亞前進黨黨員的總理米洛什·武切維奇和諾維薩德市長米蘭·杜里奇召開記者會，宣佈辭職，並表示襲擊事件是主因。武切維奇進一步證實，襲擊者確實來自塞爾維亞前進黨辦公室。警方已逮捕4名嫌犯，皆有犯罪前科。隨後，他們的姓名及警方拍攝的嫌犯入案照流出至社群媒體。有網民發現武切維奇和兒子曾與部份襲擊者合影，外界猜測這可能是他辭職的原因，但官方並未證實此關聯。此外，至少有2名襲擊者過去曾參與諾維薩德市府的回收與環保計畫，並獲得市政府資金。
當天下午，農民以拖拉機封鎖塞爾維亞中部的布雷斯尼察與伊巴爾高速公路，並宣佈將持續封鎖24小時。晚間，大批群眾在諾維薩德、貝爾格萊德、查查克、克拉古耶瓦茨、尼什與皮羅特等地舉行遊行，聲援遭襲擊的學生。尼什的學生也在當地塞爾維亞前進黨辦公室噴上「殺人犯」的塗鴉，並宣佈計劃封鎖市中心環路。
隨著武切維奇辭職，總統武契奇宣佈將特赦因抗議被起訴的學生與大學教師，並考慮改組內閣或舉行國會選舉
。獲特赦者之一是尼什語言學院院長，然而她從未收到任何法律指控的正式通知。
1月29日，數千名市民在上米拉諾瓦茨抗議，另有數百人在拉波沃集會。貝爾格萊德的學生宣佈，他們將於2月1日徒步從貝爾格萊德前往諾維薩德，加入當地的封鎖行動。此外，貝爾格萊德澤蒙區的高中生宣佈將對澤蒙中學發起為期24小時的封鎖。
同日，雜誌《Nova Ekonomija》發表文章，揭露總統武契奇辦公室主任伊維察·科伊奇參與塞爾維亞至匈牙利鐵路（包含諾維薩德火車站）的改造計畫。根據諾維薩德高級檢察官辦公室公開的電子郵件，科伊奇曾向承包商承諾將加快該計畫的進度。
1月30日，來自貝爾格萊德大學的學生開始為期兩天的徒步行動，前往諾維薩德，以支持當地學生封鎖該市的三座橋梁，以此標記市中心簷篷倒塌事故發生三個月。塞爾維亞內政部表示將確保學生遊行的安全。沿途，學生們受到市民與塞爾維亞國營電信公司塞爾維亞電信員工的歡迎
。在行經舊帕佐瓦時，當地居民向學生提供超過150公斤的免費食物。
同日，歐盟委員會正式要求貝爾格萊德與諾維薩德的檢察機關提供2024年至2025年間學生遭受攻擊的相關資訊。

### 2025年2月
2月1日，適逢「城市日」與簷篷倒塌事故滿三個月，大批民眾聚集在諾維薩德入口，車輛在收費站前大排長龍，等待參與抗議與封鎖行動。在進入諾維薩德的路口，可見數百名機車騎士集結，許多農民也駕駛拖拉機加入示威。當天下午3點左右，學生封鎖諾維薩德的三座橋樑。數萬名市民響應，抗議活動以15分鐘默哀開始。其中兩座橋被封鎖3小時，而自由橋則長達24小時。之後，橋上的民眾進行投票決定延長封鎖時間，以便清理現場，最終又延長3小時。
在查查克，教師、教授與學生封鎖西摩拉瓦河上的兩座橋一小時，以聲援諾維薩德的學生。當地農民則將拖拉機停放在橋前，以保護示威者。抗議行動也蔓延至克拉多沃、克魯帕尼、庫爾舒姆利亞、普里耶波列、普羅庫普列和日托拉賈等地。尼什基層法院與高等法院法官公開聲援學生的訴求。RTS在黃金時段新聞中以簡短報導形式提及諾維薩德抗議，此舉遭到塞爾維亞前進黨譴責，批評其「可恥」且「帶有偏見」。
2月2日，塞爾維亞律師公會宣佈發動30天的律師罷工。在諾維薩德，來自貝爾格萊德的671輛計程車免費接送學生返回貝爾格萊德。同日，巴伊納巴什塔、亞戈迪納、科謝里奇、沙巴茨、烏日策、弗拉索廷采和弗爾沙茨也舉行抗議活動。在沙巴茨，學生與教師封鎖薩瓦河上的橋梁225分鐘，每名15名罹難者象徵15分鐘。烏日策的居民則站在橫跨傑蒂尼亞河的橋上，封鎖高速公路。
2月3日，諾維薩德高等檢察官辦公室宣佈，專門負責反貪腐的特別部門已針對諾維薩德車站簷篷重建中的貪污問題展開調查。在貝爾格萊德，民眾於精神病院前的十字路口默哀15分鐘，悼念簷篷倒塌事故的罹難者。除了醫院員工與市民外，機車騎士也封鎖大樓前的路口，以保護員工與群眾，因為數日前曾有兩名女醫生在同一地點遭高速行駛的汽車撞傷。貝爾格萊德多所高中的學生則在校門口抗議。藝術家在文化部前發起示威，而航空學院的教授與學生家長則封鎖中央政府大樓前的十字路口。
2月4日，克拉古耶瓦茨爆發大規模抗議，學生、教師、農民與機車騎士共同參與。抗議者手持裝有城市發展建議的箱子，將其送往市政廳。在阿蘭傑洛瓦茨，民眾一週內第三次集會，以支持罷工中的幼兒園教師。同日，塞爾維亞警察工會致函內政部長伊維察·達契奇，要求提高警察薪資並提供額外福利。工會提議，中等學歷的員工、公務員及辦公室職員的薪資應在3月起提高至少15%，而高等學歷員工則應增薪至少5%。此外，塞爾維亞警察工會也要求提供每名員工15000第納爾的工作餐費補貼，並從2025年開始發放至少85000第納爾的年度休假補助。近500名警察聯署請願，支持學生的訴求。
2月5日，貝爾格萊德同時舉行五場抗議活動。退休人士在共和國廣場集會聲援學生，醫護人員則在澤蒙醫院前示威，學生聚集於教育部前，另一批學生封鎖巴諾沃布爾多的主要街道，而公共交通公司GSP的員工則在多爾科爾總部外抗議。學生宣佈，將於2月15日在克拉古耶瓦茨舉行大規模抗議，以紀念《斯雷滕耶憲法》頒佈周年。尼什擁有約2500名會員的「醫療與社會工作者工會」正式表態支持學生訴求。萊斯科瓦茨的教授與教師也參與抗議。松博爾的示威行動中，學生與醫療人員及當地圖書館員共同發聲。
同日《福布斯塞爾維亞》刊登前建設部長戈蘭·維西克於2024年11月22日向檢察官提供的證詞。維西克表示，他不認為自己應負責，也無法對事故的發生造成任何影響，並強調：「車站之所以啟用，並不是因為我出席了儀式。」他否認曾下令啟用車站前廳。他還提到，早在2022年3月，車站的第一部分已投入運營，包括站台、鐵軌，以及在前廳啟用前乘客所使用的區域，之後才舉辦了啟用儀式。證詞中寫道：「當時並未取得使用許可」。證詞還描述2024年6至7月間B翼內部驗收與移交的程序，該部分由中華人民共和國財團承建，並移交給塞爾維亞鐵路基礎設施公司作為投資方。維西克表示，他是在簷篷倒塌後才得知一份備忘錄，該備忘錄指出，內部驗收完成後，乘客將可使用B廳。在進一步描述內部驗收過程時，他強調，關於移交的往來文件中，從未提及建設部，而他的助理阿尼塔·迪莫斯基知悉相關往來，因為她始終被列為郵件的收件人。最後，他指出，該移交於2024年7月4日完成，並從當日起開放B廳。
斯洛文尼亞報紙《Večer》與《Delo》則報導稱，高蘭·維西克與貝爾格萊德市長亞歷山大·沙皮奇目前已離開塞爾維亞，並居住在意大利的里雅斯特的私人豪宅內。
2月6日，塞爾維亞政府通過決議，為高等教育增撥120.1億第納爾。根據官方公告，此舉使教育預算提高20%，滿足學生大會提出的第四項訴求。同日，在諾維薩德的泰萊普區，一輛掛著克羅地亞車牌的汽車試圖闖過抗議封鎖線，當時示威者已封鎖道路15分鐘。事件未造成人員傷亡，駕駛者則在警方抵達前逃逸。在諾維薩德，部分家長因公開支持教師罷工而接到警方來電，隨後，小學學生的家長發起抗議。托波拉的農民則駕駛拖拉機封鎖高速公路。茨爾納特拉瓦的學生同樣加入示威行動。
塞爾維亞醫學協會作為國內醫師與牙醫的主要組織，正式宣佈支持遭封鎖的醫學院學生提出的所有訴求。
塞爾維亞報紙《Danas》揭露，1月28日從塞爾維亞進步黨諾維薩德辦公室衝出、持棒球棒重擊女學生致其下顎骨折的施暴者馬爾科·托辛，竟在被捕僅一天後即遭釋放。該報導在社群媒體上引發強烈憤怒與譴責。
《福布斯塞爾維亞》報導指出，諾維薩德事故的受害者家屬計劃參與刑事訴訟，對相關責任人提起訴訟。此前，檢方已取得相關證詞，並將其納入起訴書，而《福布斯塞爾維亞》亦獲得該證詞內容。前貝爾格萊德土木工程學院院長兼教授弗拉丹·庫茲馬諾維奇指出，亞歷山大·武契奇和米洛什·武契維奇其實是諾維薩德車站重建計畫的實際負責人。歐洲議會塞爾維亞事務報告員托尼諾·皮庫拉受訪時則表示，塞爾維亞正處於「未正式宣佈的緊急狀態」，而總統武契奇仍未能有效應對社會不滿，無法緩解持續升溫的抗議浪潮。
2月7日，塞爾維亞律師在RTS總部前發起抗議。他們要求政府傾聽訴求，並呼籲警察和塞爾維亞武裝部隊參與總罷工。新貝爾格萊德的小學教師聯盟PULS宣佈，將於2月8日舉行大規模示威，並遊行穿越該地區。來自貝爾格萊德、諾維薩德、松博爾和茲雷尼亞寧的劇場演員發起7天罷工。在貝爾格萊德，示威者封鎖卜平大橋，該橋連接澤蒙和博爾查。尼什市也爆發抗議活動。示威期間，一名不明女子接近尼什大學哲學學院院長，對她發出威脅並進行襲擊。在普里耶波列，儘管遭受言語威脅，高中教師仍堅持示威。蘇博蒂察的學生、教授與市民發起示威，並以15分鐘默哀拉開序幕。隨後，人群前往市政廳，並向市長斯蒂萬·巴基奇留下抗議訊息。巴基奇曾將抗議者比作二戰時的克羅地亞法西斯分子，並指控他們「摧毀塞爾維亞」。
在博加蒂奇，當地塞爾維亞前進黨政府於閉門會議中召開市政空間規劃公聽會，該計畫涉及鋰礦勘探，違反塞爾維亞《地方行政法》。數百名農民與抗議者強行闖入市政廳，將當地塞爾維亞前進黨主席抬出建築物，並撕毀廣場上的塞爾維亞前進黨橫幅。示威者隨後舉行大會，表達對學生抗議的支持。克拉古耶瓦茨受封鎖學院的學生宣佈，他們將跑步137公里，以接力馬拉松形式將邀請函送往貝爾格萊德聖薩瓦教堂，邀請同學參加2月15日（獻主節）於克拉古耶瓦茨舉行的抗議。
2月8日，來自新貝爾格萊德18所小學的教師與教授，在學生家長的支持下，封鎖新貝爾格萊德中央環形交匯處。在尼什，學生、教授與市民展開15公里長的抗議遊行，前往梅羅希納。同日，塞爾維亞總統武契奇在基金達的塞爾維亞前進黨集會上宣佈，自己正在撰寫一本書，內容講述他「如何擊敗塞爾維亞的顏色革命」，並稱該書將於聖維特日完成。在拉扎雷瓦茨，塞爾維亞前進黨舉行集會，議長安娜·布爾納比奇及財政部長西尼沙·馬利出席發言。然而，抗議者在會場外對他們發出噓聲。期間，布爾納比奇曾罵抗議者「懦夫」，但走出場外時卻對群眾微笑並揮手。
2月9日，貝爾格萊德農業學院的學生與農民駕駛拖拉機，封鎖加澤拉橋，紀念簷篷倒塌事故滿100天。在尼什，學生封鎖高速公路收費站。魯馬和茲雷尼亞寧也出現交通封鎖抗議。當天下午，克拉古耶瓦茨至貝爾格萊德接力馬拉松的學生抵達姆拉代諾瓦茨，沿途數百名居民聚集鼓掌歡迎。當學生們進入貝爾格萊德沃日多瓦茨區，當地居民組成車隊，一路護送至市中心聖薩瓦教堂。數千人聚集迎接學生，學生向群眾致謝，並邀請大家參與2月15日在克拉古耶瓦茨的大規模抗議。同日，前總理武切維奇在訪問中被問及示威活動時回應：「夠了，他們的胡鬧到此為止。他們憑什麼決定誰是誰、誰做了什麼？他們有什麼資格評價這些事？他們對任何事都毫無同理心。」
2月10日，一群從諾維薩德出發的學生，歷經一日跑步抵達貝爾格萊德大學哲學學院前廣場，迎接他們的是鋪設的紅地毯。他們剪斷綁著學生證的紅絲帶，並獲頒獎牌，現場響起：「諾維薩德！諾維薩德！」的歡呼聲。當他們跑過布蘭科橋，煙火在夜空中綻放。諾維薩德馬拉松隊象徵性地將《塞爾維亞憲法》作為接力棒，交予貝爾格萊德大學學生。這批諾維薩德的接力馬拉松跑者計畫與封鎖貝爾格萊德大學的學生們一同步行至克拉古耶瓦茨。
2月11日，在尼什的180名學生啟程步行前往克拉古耶瓦茨，準備參加2月15日的大規模抗議。當天傍晚6點左右，學生們抵達阿萊克西納茨，並在當地體育館過夜。沿途，他們受到熱烈掌聲和支持口號的鼓舞，千希卡村的村民特意準備午餐，並熱情迎接。途中，當地村民主動邀請學生休息過夜，並提供食物與飲料。當學生們進入阿萊克西納茨，看到步道入口掛著「歡迎，親愛的學生們」的橫幅時，並以煙火和食物與飲料歡迎他們。從諾維薩德和貝爾格萊德步行前來的學生 當晚則抵達索波特，原本計畫在當地供暖體育館過夜，卻遭塞爾維亞前進黨籍市長沃拉德·米洛薩夫列維奇拒絕批准，導致體育館大門緊閉。然而，當地居民自發組織，幫助學生找到臨時住宿，甚至有人提供塑膠溫室讓他們過夜。同日，歐洲議會討論塞爾維亞局勢，呼籲塞爾維亞當局保障集會自由，並要求徹查所有針對示威學生與公民的攻擊事件。此次辯論由社會民主黨提出，大多數歐洲議員表達對抗議的支持，並稱：「塞爾維亞的學生，是整個巴爾幹的希望與良知之聲。」
2月12日，拉查地區的農民駕駛拖拉機封鎖所有進出道路，抗議當地財產稅上調，並聲援學生。同日，塞爾維亞公共檢察官辦公室宣佈，將部分簷篷倒塌案的調查移交有組織犯罪檢察官辦公室。此外，前塞爾維亞電力公司代理總監米洛拉德·格爾契奇（同時為貝爾格萊德奧布雷諾瓦茨市市長及塞爾維亞前進黨黨員）因涉嫌造成塞爾維亞電力公司損失100萬歐元而遭到逮捕。政府則宣佈，將於斯雷姆斯卡米特羅維察舉行大型塞爾維亞前進黨支持集會，並開始動員黨員與支持者。據部分媒體報導，由於塞爾維亞前進黨民意支持度下降，組織者施壓公營企業員工強制參加。
2月13日，克拉列沃與新帕扎爾的學生一同啟程步行前往克拉古耶瓦茨，準備參加2月15日的大型集會。克拉列沃與新帕扎爾的旗幟在克拉列沃機械與土木工程學院前匯聚，象徵團結，隨後學生們踏上超過50公里的長途跋涉。途中，他們在姆爾恰耶夫齊與來自烏日策、查查克和上米拉諾瓦茨的學生會合，之後一同前往克拉古耶瓦茨。當天，貝爾格萊德小學教師組織「PULS」 在塞爾維亞教育部前發起抗議，表明拒絕與教育部協商，並通報全國65%的學校已停課。貝爾格萊德廣播電台員工亦加入抗議行列。同時，貝爾格萊德愛樂樂團宣佈舉辦慈善音樂會，門票收入將全數捐贈諾維薩德車站簷篷倒塌事故的傷者。
隨著奧布雷諾瓦茨市長米洛拉德·格爾契奇被捕，塞爾維亞前進黨內部開始出現裂痕。塞爾維亞國會議長安娜·布爾納比奇（同時也是塞爾維亞前進黨貝爾格萊德黨部負責人）前往奧布雷諾瓦茨塞爾維亞前進黨黨部，但現場有上百名塞爾維亞前進黨黨員群情激憤，對她高聲抗議，不讓她發言，顯示出塞爾維亞前進黨內部罕見的公開不滿。
據週刊《Radar》報導，去年12月底，塞爾維亞情報機構首長皆與時任總理武切維奇進行單獨會面，表態「不惜一切代價維護憲政秩序」。雖然這些情報高層皆表態效忠政府，但部分人試圖進一步證明忠誠，而另一些保持沉默的情報高層則被當局強制退休。
2月14日，貝爾格萊德檢察官辦公室提議，對攻擊貝爾格萊德法學院學生的肇事者判處緩刑。同日，總統武契奇在塞族共和國訪問期間，公開將塞爾維亞的抗議者比作「沉積物與汙垢，偶爾會浮上水面」。此外，意大利保險公司忠意保險的塞爾維亞子公司宣佈退出塞爾維亞商會與塞爾維亞保險協會，抗議兩組織對親政府小報的攻擊置之不理。該保險公司亦成為攻擊目標，親政府小報《Informer》與《Republika》公開該公司執行委員會主席德拉甘·菲利波維奇出現在學生抗議現場的照片，並指控他「試圖摧毀國家」，並指控該公司「正在失去塞爾維亞市場」。
2月15日，適逢1835年《斯雷滕耶憲法》發佈週年紀念日，克拉古耶瓦茨舉行一場大型抗議活動。這場名為「讓我們在斯雷滕耶相聚」的集會持續15小時，期間萊佩尼茨基大道被完全封鎖。許多學生徒步前來參加，其中有些人甚至步行超過150公里。大量車輛湧入，最終總參與人數高達165000人。與此同時，貝爾格萊德共和國廣場廣場也有大批示威者集會聲援克拉古耶瓦茨抗議。當天，武契奇在斯雷姆斯卡米特罗维察举行支持政府的国庆日庆祝活动，对美国国际开发署、美国国家民主基金会和欧洲民主基金会等机构喊话，表示对塞尔维亚的“颜色革命”已经失败，他指控抗議活動是「人類歷史上最骯髒的顏色革命」，並聲稱外國勢力已投入30億歐元，試圖顛覆他的政府。獨立工會聯合會的執行委員會則發表聲明，指控公共部門員工遭受壓力，被迫參加親政府集會。據報導指，該親政府集會約有20000人出席。次日，約300名計程車司機自發驅車前往克拉古耶瓦茨，免費接送學生返家，學生們受到熱烈歡迎。此外，抗議組織方宣佈3月1日將在尼什舉行另一場示威活動。
2月18日，拉查的農民抗議升級，他們衝入並佔領市政大樓，要求降低稅收並要求地方官員辭職。同時，這些農民公開聲援學生抗議者。
2月19日，研究、透明與問責中心公佈一項全國性調查，探討塞爾維亞民眾對抗議活動的看法。調查結果顯示：80%的受訪者支持學生的主要訴求，64%的受訪者支持或部分支持抗議活動，33%的受訪者表示自己過去三個月內曾參與至少一次抗議活動。當被問及更信任誰時：46%選擇學生，21% 選擇總統武契奇，12%認為兩者可信度相當，21%不信任任何一方或未表態。
當天，在克拉列沃，反對派議員封鎖市議會運作，並在市政大樓前發起長達數小時的抗議。示威者向市長普雷德拉格·泰爾齊奇投擲雞蛋，一名反對派議員被警方拘留，而市長則在警車護送下撤離。
2月20日，斯塔里格勒、薩夫斯基韋納茨、帕利盧拉、茲韋茲達拉和弗拉查爾等地的市民以及「Ustala je Ustanička」組織發起於貝爾格萊德的武科夫斯波梅尼克舉行抗議集會，現場默哀15分鐘。此次集會約14000名抗議者參與。
2月21日，普里耶波列的學生、教師、家長與市民舉行紀念集會，悼念諾維薩德事故中的15名罹難者。來自新帕扎爾國立大學的學生也參與了這場抗議，並應他們的要求，默哀時間從15分鐘延長至16分鐘，以紀念埃爾納德·巴坎——這名來自新帕扎爾的學生2019年在貝爾格萊德求學時，遭超速車輛撞死。抗議者認為，法院對肇事司機的判決過於寬鬆。當天，查查克、伊萬尼察和利格也舉行抗議活動。在查查克，示威者進行12小時的道路封鎖，學生與市民投票決定抵制國營廣播電視台RTS，並宣佈將徒步前往尼什，參加3月1日的大規模集會。同時，茲雷尼亞寧的米哈伊洛·普平技術學院學生，在前一天出發，徒步前往弗爾沙茨。沿途中，他們在韋利卡格雷達和普蘭迪什泰受到當地居民熱情款待，並在普蘭迪什泰過夜。
2月24日，諾維薩德市議會選舉扎爾科·米欽為新任市長，他獲得45名議員支持當選。反對派則杯葛選舉會議，理由是市政大樓周圍有大批警察與憲兵駐守，導致抗議市民與警方發生衝突。示威者試圖衝進議會，並向警方與建築物投擲雞蛋、紅色油漆、優格、麵粉和衛生紙。警方多次介入，阻止示威者接近議會大樓。警方表示，5名警察在衝突中受傷，並否認曾阻止反對派議員進入會場。在就職演說中，米欽承諾將擔任諾維薩德全體市民的市長，並優先檢查市政資產建築，以防類似悲劇再度發生。同日，塞爾維亞前進黨在斯爾博布蘭劇院舉辦集會，已辭職的總理武切維奇出席了集會。市民在會場外抗議，並對武切維奇報以噓聲。在克拉列沃附近的茨維特克村，當地村民向來訪的克拉列沃市長普雷德拉格·特爾齊奇投擲雞蛋。
2月25日，塞爾維亞國會議長安娜·布爾納比奇向媒體表示，國會將於3月4日召開會議，並將總理武切維奇的辭職案列為最後一項議程。2月27日，貝爾格萊德第五文理中學學生封鎖校園，抗議塞爾維亞前進黨指定的新校長上任。對此，總統武契奇表示：「這場恐怖行徑，其實是第五文理中學的學生對校長丹卡·內索維奇施加的壓迫。」
2月28日，塞爾維亞正教會七名大主教發表聯名公開信，支持學生的抗議權利，並譴責針對學生的貶損言論：「作為塞爾維亞正教會的主教，我們有責任公開表達我們的異議，並與任何去人性化他人的言論保持距離，尤其是那些貶低年輕人、學生作為社會建設力量的言論。這些言論不僅輕視了他們作為國家未來的一部分，也羞辱了他們追求真理與思考的權利。」

### 2025年3月
3月1日，尼什爆發大規模抗議，數萬名示威者齊聚，並以15分鐘的默哀紀念簷篷倒塌事故發生滿四個月。
學生們以尼什出生的羅馬皇帝君士坦丁一世頒布的《米蘭敕令》為靈感，起草並發表《學生敕令》，內容涵蓋自由、國家、正義、青年、尊嚴、知識、團結與未來。抗議結束後，來自全國各地的計程車司機自發組成車隊，免費接送學生返家。因吉亞市的抗議活動期間，一名男子持刀威脅示威者。
當日晚間新聞節目中，RTS先播報尼什抗議活動，隨後才播放總統武契奇的官方聲明。親政府小報批評RTS此舉是「政變」，甚至指控該台「已被學生掌控」。
3月2日，上米拉諾瓦茨的學生與高中生封鎖了伊巴爾公路，封鎖持續4小時（上午11點至下午4點）。在貝爾格萊德，市民封鎖連接孔賈尼克和梅達科維奇的藍橋，以聲援學生訴求。克魯帕涅居民則發起抗議，反對時任總理武切維奇出席當地塞爾維亞前進黨黨內辯論。非正式教育工作者組織「塞爾維亞聯合教育」宣佈，教授與教師將於3月3日至6日展開「教育接力步行」，行動命名為「邁向自由的一步」。參與者將從貝爾格萊德步行約160公里至查查克，參加當地大規模教育工作者抗議。
同日，總統武契奇在塞爾維亞前進黨的博爾集會上發言時表示：「你們能想像嗎？昨天RTS居然從尼什報導抗議，而報導的竟然是他們尼什辦公室的某個白癡記者！」隨後，武契奇為其言論道歉，稱不應以「白癡」形容該名女性記者，RTS則嚴厲譴責其發言。來自尼什的46名記者及媒體從業人員拒絕接受武契奇的道歉，並宣佈在他正式道歉之前，不會報導其相關活動。
3月3日，「斯洛加」警察工會發表聲明，支持3月1日在尼什通過的《學生敕令》，稱其為「一場爭取國家機構真正為公民服務、而非為個人利益服務的奮鬥宣言」。諾維薩德警察協會「魯道夫·阿奇博爾德·賴斯博士」致內政部長伊維察·達契奇公開信，對當前趨勢表達憂慮，認為「警方不再依法維護公共秩序與和平，反而淪為政治鬥爭的犧牲品」。諾維薩德的多名公用事業公司員工向媒體爆料，稱他們因公開支持抗議活動而遭到解僱。
3月4日，總理武切維奇宣佈，參與抗議的教授與教師將無法領取2月工資的第一部分。同日，國會內爆發衝突，反對派議員在會議期間投擲煙霧彈。
教育工作者的薪資被削減50%至100%，部分高中教師甚至只領到2191塞爾維亞第納爾，不到20歐元。塞爾維亞獨立教師工會發表聲明：「若學校員工薪資遭削減，而這一決定並未依據法律程序或正式紀律處分，則負責此決策的人將面臨塞爾維亞獨立教師工會及所有受影響員工的訴訟與刑事指控。」一群IT專家發起「教育團結網絡」，呼籲公民捐款以幫助教育工作者。親政府小報近期對塞爾維亞忠利保險執行委員會主席德拉甘·菲利波維奇發動攻擊，再加上1月份公民社會活動人士被驅逐事件，導致原定於貝爾格萊德舉行的大型國際博覽會被取消，消息由經濟雜誌《Nova Ekonomija》披露。
塞爾維亞國家圖書館的員工宣佈，自3月6日起展開總罷工。斯圖代尼察綜合醫院與克拉列沃健康中心的醫護人員則宣布，將於3月7日舉行警告性罷工，並提出四項訴求，其中包括要求政府公開2015年米-17直昇機墜毀事件的所有相關文件。該事故造成7人罹難，其中包括一名正在被轉送治療的嬰兒。
3月6日，貝爾格萊德市政廳前爆發衝突，抗議者與市政府僱用的私人保全公司發生對峙。該公司據傳與2023年12月大選時來自塞族共和國的「幽靈選民」有關，這些選民專程前來為執政黨塞爾維亞前進黨投票。2024年9月，該公司與另外兩家企業組成聯合體，與貝爾格萊德市政府簽署一份價值1.8億塞爾維亞第納爾的安保合約。同日，來自貝爾格萊德10個市區的市民，在過去數週於各自區域抗議後，決定在「司法宮」檢察官辦公室前舉行聯合集會。抗議人群分成數個隊伍抵達現場，以15分鐘的默哀，悼念諾維薩德車站倒塌事故的罹難者，默哀前後則透過吹哨、嗚嗚祖拉、擊鼓等方式表達抗議。
3月7日，「RB科盧巴拉」礦場工人在拉扎雷瓦茨總部前發起示威。科謝里奇的學生封鎖當地一座橋樑。數千名民眾在克拉古耶瓦茨、克魯舍瓦茨、尼什和諾維薩德舉行抗議活動，聲援遭削減薪資的教育工作者，並呼籲發動全面罷工。許多商店、酒吧和餐廳則選擇關門，以示支持。在貝爾格萊德，龐大的示威人潮遊行穿越市中心，途經多座政府建築。學生示威者表示，這場抗議是3月15日貝爾格萊德大規模集會的「前奏」。同日，一群約30名年輕人在貝爾格萊德先鋒公園總統府前搭起帳篷，聲稱自己是希望結束抗議、專心學習的學生；然而，多個獨立消息來源指出，這些人實際上是塞爾維亞前進黨或與其有關的組織成員。
3月8日，博加蒂奇的農民駕駛拖拉機封鎖道路，並與試圖驅散他們的憲兵隊爆發衝突。但不久後，當局允許他們留下，甚至准許他們駕駛拖拉機進入當地的農業博覽會。總統武契奇在科瓦契察進行正式訪問時，遭到數十名當地民眾的噓聲抗議。對此，他以戲謔的語氣回應：「你看這些人多愛我，簡直是奇蹟！這裡有500人站在20公尺外等著我，裡面有50個人愛吹口哨、按喇叭，那又怎樣？」
在斯梅代雷沃，當地市民發起大規模抗議，而執政黨塞爾維亞前進黨也在同一時間於當地體育中心舉行集會。塞爾維亞前進黨集會開始前，警方築起封鎖線，阻止抗議民眾接近會場。憤怒的抗議者隨後撕下附近廣告牌上的武契奇宣傳海報。貝爾格萊德則聚集了數千名學生於共和國廣場示威，隨後農民駕駛拖拉機加入遊行。
3月9日，總統武契奇談及即將於3月15日舉行的大規模抗議活動時，聲稱反對派「計畫製造嚴重暴力」，並警告「所有參與者都將被逮捕」。他進一步強調：「這場抗議最多持續15分鐘，或一兩個小時，因為國家會依法行事，沒什麼好談的。」環保起義運動國會議員亞歷山大・約萬諾維奇・丘塔對《Vreme》雜誌表示「宣佈進入緊急狀態是武契奇的選項之一，具體取決於3月15日當天街頭會發生什麼。」
3月10日，塞爾維亞獨立教育工作者工會向貝爾格萊德、諾維薩德、尼什和克拉列沃的高級檢察官辦公室的反腐部門提交刑事訴狀，指控即將卸任的教育部長及12名學校行政顧問違法削減教育工作者薪資。同日，來自查查克、尼什與蘇博蒂察的數百名學生開始徒步前往貝爾格萊德，希望能在3月15日的大規模抗議前抵達首都。
從3月10日晚間至11日，大批學生與市民封鎖國營媒體RTS及伏伊伏丁那電視台的辦公室，並在RTV克拉古耶瓦茨分部前集結聲援。在貝爾格萊德RTS大樓外，示威者與憲兵隊爆發衝突，期間一名便衣警察眼部受傷。當晚，總統武契奇與該警察會面，並在Instagram上聲稱他是被「布爾什維克大會成員」所傷。然而，現場影像顯示，這名警察其實是被一名身穿制服的警員擊中。
儘管武契奇和內政部長伊維察・達契奇指控學生攻擊警方，但影片顯示，警察率先動手，以警棍毆打學生。示威者宣佈將封鎖RTS大樓22小時，迫使RTS宣布次日將改從科舒塔尼克辦公室進行播報。
在貝爾格萊德先鋒公園內的臨時帳篷營地，支持政府的「學生」被一群身形壯碩、頭戴帽子與連帽衫的男子取代。這些人曾攻擊路人，部分人士被拍攝並遭起底。
次日，一群來自已解散的特別行動部隊的退伍軍人進駐公園，搭起帳篷。他們身著綠色軍服、頭戴紅色貝雷帽。該單位於2003年解散，曾參與暗殺斯洛博丹·米洛舍維奇的政治對手，並被指控涉及科索沃戰爭期間的戰爭罪行。其中現身的退伍軍人包括戈蘭·拉多薩夫列維奇，即塞爾維亞特別警察部隊的最後一任指揮官，以及日沃因·伊萬諾維奇，又名「日卡·茨爾諾戈拉茨」，曾任特別行動部隊指揮官。影片顯示，一名特別行動部隊退伍軍人手持棍棒襲擊旁觀者。
3月12日，貝爾格萊德大學醫學院的教授們舉行會議，經過長時間激辯，最終投票決定自3月17日起發動總罷工，直至學生訴求獲得滿足。同日，在貝爾格萊德先鋒公園帳篷營地附近，庫拉市公營公司「Komunalac」主任馬爾科・佩希奇襲擊路人。佩希奇同時也是執政黨塞爾維亞進步黨庫拉委員會的成員。
為聲援學生抗議，瓦列沃的學生與高中生於3月12日早晨出發，徒步前往貝爾格萊德，準備參加3月15日的「15促15」大規模示威。當晚，他們抵達拉扎雷瓦茨，獲得當地居民熱情接待與住宿安置。同日，自克拉古耶瓦茨步行前往貝爾格萊德的學生在晚間抵拉查，受到當地拖拉機駕駛迎接，並在民俗表演中受到熱烈款待。
3月13日，總統武契奇要求支持政府的「學生2.0」團體暫時撤離先鋒公園，以配合3月15日國民議會前的大規模抗議。同日，約百名抗議者封鎖新聞頻道N1辦公室入口，阻止員工出入。其中大多數來自社會主義者運動。在議會會議上，武契奇的盟友、亞歷山大・武林承認自己組織這場封鎖，並揚言「他們隨時可以再來，這對我們來說根本不是問題」。
3月14日凌晨，約150輛拖拉機包圍「學生2.0」的先鋒公園，其中多數未掛車牌。同時，國民議會以「安全考量」為由關閉至3月17日。當日上午，全國列車因「炸彈威脅」全面停駛。由勞拉·科德魯塔·科韋西領導的歐洲檢察官辦公室，正在調查諾維薩德車站可能存在的濫用歐盟IPA資金的情況。當晚，大批學生與公民陸續抵達貝爾格萊德，結束長途步行。內務部稱，迎接學生的活動吸引31000人參與。聯合國人權事務高級專員辦事處發言人傑瑞米·勞倫斯呼籲當局確保抗議活動不受不當干預。
3月15日，貝爾格萊德國民議會前與斯拉維亞廣場舉行「15促15」抗議，現場進行15分鐘默哀。參與者包括貝爾格萊德大學及其他大學的數千名學生、來自全國各地的公民，以及第63傘兵旅老兵。國民議會前示威者與憲兵隊爆發衝突。當地時間19時11分，在15分鐘默哀期間，警方疑似動用長距離揚聲裝置驅散和平示威者，內務部否認此事，但現場錄像顯示確有發生。
對於當天貝爾格萊德的抗議人數，各方數據不一：內務部官方數據指有107000人參與；「公共集會檔案館」分析有275000至325000人參與，甚至可能更多；前內務部長博若・普雷列維奇估計至少有50萬人參與。

## 抗議象徵

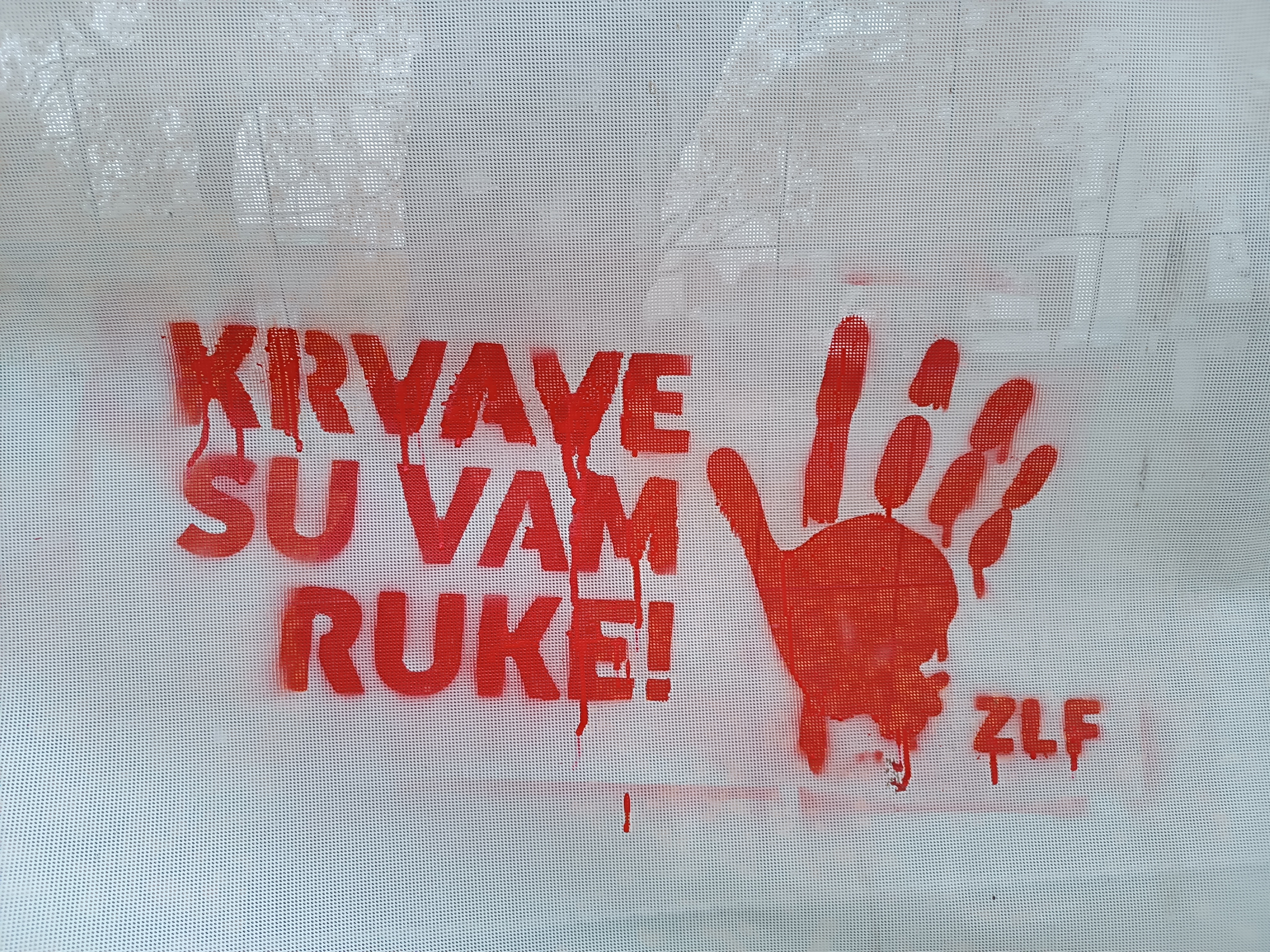
左側有紅色手印，上面寫著「你們的手上沾滿鮮血！」（Krvave su vam ruke!）標語

抗議者常用的一個口號是「腐敗殺人」。此次示威的象徵包括紅色手印與「你們的手上沾滿鮮血！」標語，意指政府需對事故與暴力負責。此外，象徵諾維薩德的「流血鴿子」圖案亦成為抗議標誌。

## 反應

### 國內支持
抗議活動得到4000多名大學教授、合作者和研究人員的公開支持。一些文化機構和協會支持抗議活動，包括貝爾格萊德國家劇院、國家劇院芭蕾舞團、諾維薩德塞爾維亞國家劇院、國家劇院歌劇院管弦樂團、尼什國家劇院、松博爾國家劇院、茲雷尼亞寧國家劇院、Atelje 212、特拉吉耶劇院、貝爾格萊德戲劇劇院、南斯拉夫戲劇劇院、博什科·布哈劇院、杜什科·拉多維奇劇院、克拉古耶瓦茨兒童和青少年劇院、Lazarevac Puls劇院和尼什木偶劇院、塞爾維亞戲劇藝術家協會、塞爾維亞作家協會、塞爾維亞作曲家協會、塞爾維亞編劇協會、塞爾維亞文學翻譯家協會、Exit音樂節、尼什維爾爵士音樂節等。
來自塞爾維亞以及其他前南斯拉夫的眾多名人也支持抗議活動。